# 国际社会工作者联合会
国际社会工作联合会（英語：International Federation of Social Workers，簡稱IFSW）是全球专业社会工作的机构。它由141个代表超过300万社会工作者的专业社会工作协会组成。IFSW拥有与联合国和其他全球机构的正式协商地位。该组织的宗旨是通过专业社会工作为实现一个社会公正的世界做出贡献。IFSW及其合作伙伴制定和审查社会工作的国际标准、社会工作的定义和促进良好实践成果的政策。该组织拥有联合国经济和社会理事会和联合国儿童基金会授予的特别咨商地位。它也和世界卫生组织、联合国难民事务高级专员办事处有合作。